# Блихвельд, Йоахим
Йоахим Блихвельд (дат. Joachim Blichfeld; род. 17 июля 1998, Фредериксхавн, Северная Ютландия) — датский хоккеист, правый нападающий клуба «Векшё Лейкерс».

## Карьера
Уже в 15 лет Блихвельд дебютировал на взрослом уровне за датский «Фредериксхавн Уайт Хоукс». Вскоре талантливый форвард уехал в Швецию, где он находился в системе «Мальмё Редхокс». В 2016 году после выборе на Драфте НХЛ датчанин отправился в США, где ему удалось пробиться в АХЛ фарм-клуб «Сан-Хосе Шаркс» «Сан-Хосе Барракуда».
12 декабря 2019 года Блихвельд дебютировал за «рыб» в НХЛ в матче против «Нью-Йорк Рейнджерс». 24 апреля в поединке против «Миннесоты Уайлд» Блихвельд забросил первую шайбу в НХЛ.
Выступал за молодёжную сборную Дании на молодёжных чемпионатах мира в элитном дивизионе. За главную национальную команду страны дебютировал в августе 2021 года в рамках квалификационного турнира Олимпиады в Пекине, на котором датчане впервые в истории завоевали путёвку на зимние Игры.

## Награды и достижения
| Приз                                           | Сезон   |  |
| ---------------------------------------------- | ------- |  |
| Лучший игрок WHL (Фоур Бронкос Мемориал Трофи) | 2018–19 |  |